# Brasserie nationale

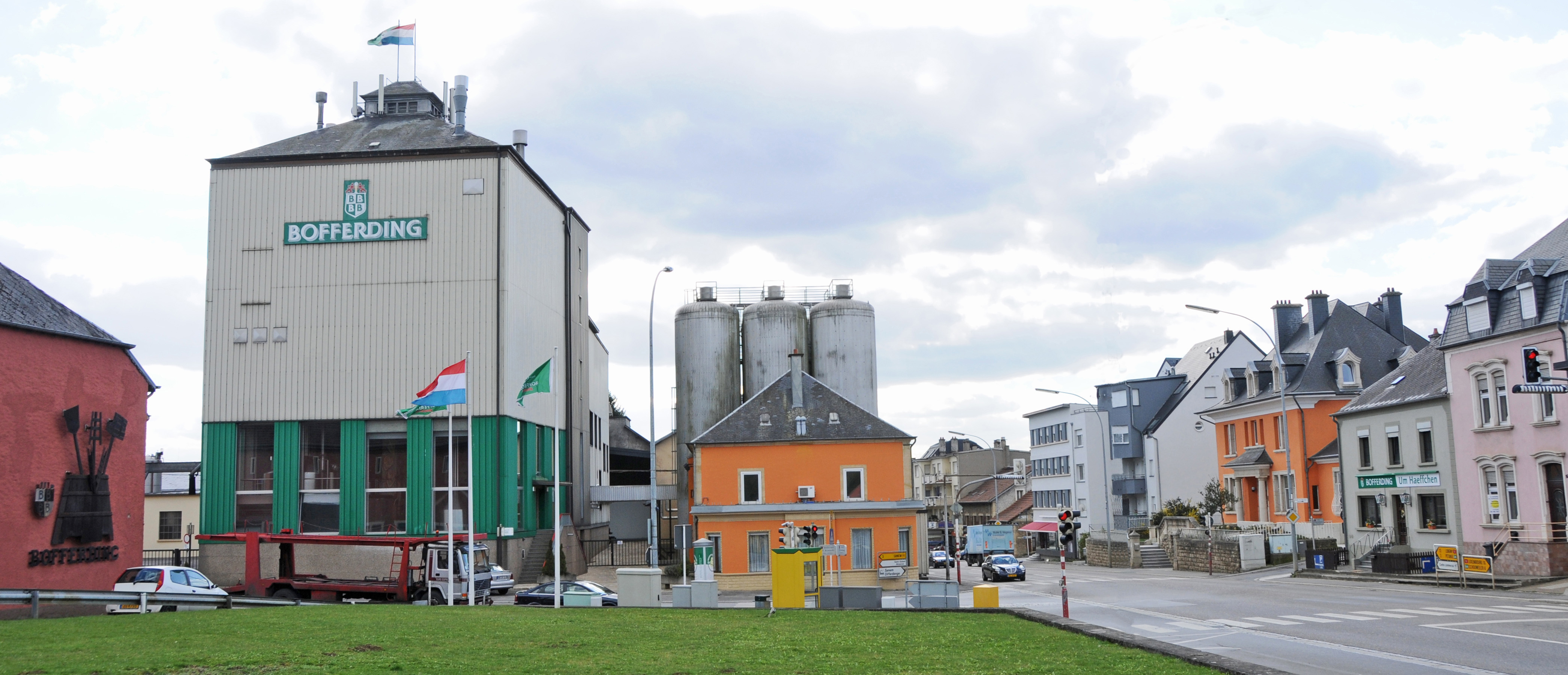
La Brasserie nationale à Bascharage au Luxembourg.

La Brasserie nationale est la plus grande brasserie au Luxembourg. Elle est basée à Bascharage. La Brasserie exporte ses produits aussi en Belgique. Elle produit les bières Bofferding, Funck-Bricher et Battin.

## Historique
La Brasserie nationale naît en 1975 de la fusion de deux anciennes brasseries : la brasserie Bofferding fondée par Jean-Baptiste Bofferding en 1842, et la brasserie Funck-Bricher fondée en 1764. En 2004, la Brasserie nationale rachète la brasserie Battin fondée en 1937 et transfère en 2005 la production des bières Battin d’Esch-sur-Alzette vers le site de Bascharage.	

## Bières
La Brasserie nationale produit les bières suivantes sous le nom des marques :
Bofferding
- Bofferding Pils (une pils)
- Bofferding Hausbéier (une lager)
- Bofferding Christmas (une brune, seulement vendue en hiver)
- Bofferding HOP (à base de houblon Citra cultivé dans l’État américain de Washington)

Battin
- Battin Gambrinus
- Battin Extra
- Battin Fruité
- Battin Triple
- Battin Blanche
- Battin Brune
- Battin Christmas (vendue seulement en hiver)

Funck-Bricher
- Funck-Bricher Blonde Bio